# Budapesti AK
A Budapesti Atlétikai Klub, rövidítve BAK, 1900-ban alakult terézvárosi sportegyesület. Az 1910-es években jelentős szerepet játszott Budapest sportéletében. 1947-ben megszűnt, majd 2018 májusában a klub újraalakult és BAK Respect néven 2018 őszén, több mint 80 év szünet után, visszatért a magyarországi labdarúgó életbe is. Az új Budapesti Atlétikai Klub Egyesület megtartotta az eredeti kék-fekete színeket és céljai között szerepel a hagyományápolás, a pozitív értelemben vett amatőr futballszellem, az Egri Erbstein Ernő Focisuli létrehozása, illetve a fogyatékos sport támogatása. Az együttesnek 2019-ben futsalszakosztálya is alakult, amely rögtön az első szezonjában feljutott az NB II-be.

## Alapítása
1900. március 31-én alakult az MTK-ból kivált atlétákból. A kiválás alapvető oka az volt, hogy az MTK nem kívánt labdarúgó-szakosztályt működtetni. Ennek ellenére a kék-fehéreknek már 1903-ban az élvonalban szerepelt a csapata, míg a BAK csak 1906-ban lett első osztályú csapat. 

## Működése
Három alapító szakosztálya volt az egyesületnek:
- labdarúgás
- birkózás
- atlétika

A BAK ugyan mindenki előtt nyitva állt, a kezdetben mégis a VI. kerületi zsidó polgárság egyesülete volt. Az akkori kerületnek rész volt a mai XIV. kerület egy része is. Sportpályájuk az Amerikai út végén volt.

## Labdarúgás
Labdarúgócsapata 1905-ben veretlenül nyerte a II. osztályú bajnokságot.

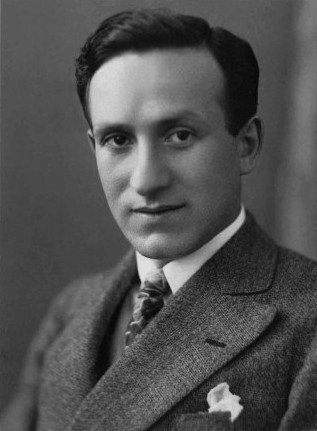
Egri Erbstein Ernő, a BAK egykori labdarúgója, a Grande Torino futballcsapat legendás menedzsere

Labdarúgócsapata az 1906–1907-es idénytől kezdve az 1920–1921-es idényig 13 szezon át az élvonalban szerepelt. Legjobb eredménye az 1911–1912-ben elért harmadik hely volt. 1911-ben megnyerte a Bécsben alapított Prater-díjat. 1912-13-as Magyar Kupa sorozatban a döntőig jutottak, ahol a Ferencvárostól 2-1-s vereséget szenvedtek. A csapat többek között indult a híres, a magyar kupa elődjének is tekinthető, Ezüstlabda Vándordíj megmérettetésen, a BAK 1908-ban ezüstérmet szerzett a sorozatban. Szintén jelentős állomásnak tekinthető a Corinthian Díjért folyó küzdelemsorozat a klub életében: az első, 1908-as indulás során csak a későbbi győztes Ferencváros tudta, megismételt meccsen, legyőzni a BAK legjobbjait.   
A BAK labdarúgócsapatát erősítette Erbstein Ernő is, aki a későbbiekben több olasz csapatnál menedzserként, szakvezetőként tevékenykedett, hatalmas sikereket elérve. Sorsa összefonódott Guttmann Béláéval, akivel közösen menekültek meg a Holokauszt rémségéből és lettek Európa két meghatározó csapatának szakvezetői: Guttmann a Benfica legendás edzője lett, míg Erbstein a világ akkori legjobb csapatának, a Torino FC-nek lett a menedzsere. Sajnos tragédia is összekapcsolja kettejük pályafutását, hiszen 1949-ben, éppen a Benfica elleni meccsről repült haza a torinói csapat, amikor a város melletti Superga-hegynek ütközött az együttest szállító repülőgép, és senki sem élte túl a tragédiát. Erbstein Ernő valódi mágusa volt a focinak, Itália-szerte a mai napig tisztelik eredményeit..  
Meg kell említeni, a többi sikeres és négyhírű egykori klubtagunk között, Schaffer Alfréd, a népszerű „Spéci” nevét is, aki szintén nálunk kezdte labdarúgó pályafutását és többszörös válogatottként egykor Európa legjobb csatárai között emlegették. Az 1938-as franciaországi világbajnokságon ezüstérmet szerzett magyar csapat mellett edzőként dolgozott.
A BAK 1947-ben megszűnt, majd 2018 májusában a klub újraalakult és BAK Respect  néven 2018 őszén, több mint 80 év szünet után, visszatért a magyarországi labdarúgó életbe is. Az együttes azóta a BLSZ III-ban szerepel, de megalakult a futsal- és a vakfociszakosztálya is. 
Híres játékosok
* a félkövérrel írt játékosok rendelkeznek felnőtt válogatottsággal.
- Deutsch Árpád
- Engel Vilmos
- Fröhlich Sándor
- Grósz József
- Károly Jenő
- Késmárky Ákos
- Konrád Jenő
- Müller József
- Schaffer Alfréd
- Szury Kálmán

## Birkózás
Birkózói közül Magyar Armand, Radvány Ödön és Varga Béla Európa-bajnokok voltak.

## Futsal
Az újjáalakult BAK önálló csapattal elindult a 2019–2020-as szezonban, a harmadosztályban, a Budapesti Regionális bajnokságban. Az első szezonjában rögtön kiválóan szerepelt, csupán két vereség és három döntetlen mellett a többi találkozóját megnyerte. A tavasszal 100%-os mérleget produkált, így a koronavírus miatt félbeszakadt szezont feljutóként zárta. 
A 2020/2021-es szezont az NB II Nyugati csoportjában kezdi meg. 